# Martin de Porrès
 (août 2024).
Pour les articles homonymes, voir Apôtre de la Charité.
Martin de Porrès (en espagnol, Martín de Porres), en religion Martin de la Charité (en espagnol, Martín de la Caridad), né le 9 décembre 1579 à Lima, Empire espagnol, et décédé le 3 novembre 1639 dans la même ville, est un saint originaire du Pérou, religieux (convers) de l'ordre des Prêcheurs, réputé pour sa simplicité, sa charité, et les nombreux miracles qui lui sont attribués.

## Enfance
Martin est né le 9 décembre 1579 à Lima au Pérou, Empire Espagnol. Enfant illégitime de Jean de Porrès, espagnol de haute noblesse, chevalier de l'Ordre d'Alcantara, et d'Anne Vélasquez, esclave noire libérée originaire du Panama, il était donc mulâtre. Une sœur naquit deux ans plus tard.
Son père, appelé à de hautes fonctions, ne pouvant assurer l'éducation et la subsistance de sa famille, laissa sa mère subvenir à ses besoins et à ceux des deux enfants. Ils vécurent donc au milieu de grandes difficultés matérielles. Le petit Martin revenait souvent du marché sans l'argent qui lui avait été confié, et sans les provisions réclamées, ayant rencontré sur son chemin les très nombreux pauvres qui vivaient dans les rues de Lima à cette époque, et leur ayant distribué ses maigres achats.
Lors d'une de ses visites, Jean de Porrès prit avec lui ses deux enfants, Martin qui avait alors huit ans et Joanna qui en avait six, et les emmena avec lui à Guayaquil en Équateur. Ils y restèrent quatre ans, mais Jean ayant été appelé au Panamá, il laissa Joanna à Guayaquil chez une tante et ramena Martin à Lima chez sa mère, en lui fournissant de quoi subvenir dignement à son éducation.
Le jeune Martin, âgé alors de douze ans, décida d'apprendre le métier de barbier. Les barbiers à cette époque apprenaient aussi à soigner les blessures et faisaient fonction de médecin voire de chirurgien.
Martin fut un apprenti attentif et dévoué. Les malades venaient de préférence vers lui tant sa douceur et ses compétences étaient déjà grandes. De plus, Martin ne faisait pas payer les plus pauvres, et se dépensait sans compter pour tous les gens qui le sollicitaient.
Martin travaillait beaucoup. Il avait une profonde piété : il se levait avant le jour pour s'arrêter à l'église afin de servir la Messe, et après son travail, il s'enfermait dans sa chambre pour prier, les yeux fixés sur le crucifix, et lire des ouvrages pieux.

## Chez les Dominicains

### FrèreDonado
À l'âge de seize ans, Martin quitta son emploi de barbier pour entrer dans l'Ordre des Dominicains, au monastère du Saint-Rosaire de Lima. Il demanda à y être admis à la plus humble place, celle de membre du Tiers Ordre, ou donado. Ces personnes effectuaient les tâches les plus difficiles et les plus ordinaires. Martin balaya le cloître et les couloirs, nettoya les toilettes, prépara la nourriture, lava le linge, et remplit aussi les fonctions de barbier du monastère.

Il effectuait toutes ces tâches avec joie et humilité ; il fut aussi attaché aux soins des malades à l'infirmerie, tâche dont il s'acquittait avec dévouement et grande réussite. Certaines guérisons miraculeuses lui furent attribuées par ses frères qui lui reconnaissaient le don de thaumaturgie. Il était patient, sourd aux rebuffades : un patient l'avait traité rudement il répondit : « Je dois prendre un meilleur soin de celui-ci, car il me connaît mieux que les autres ».

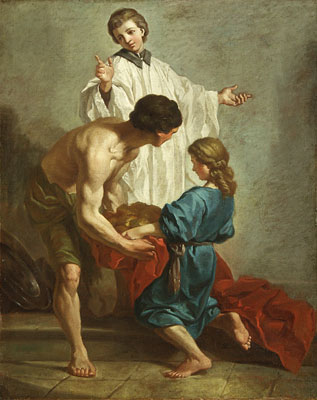
Martin Porrès (anonyme).

En dehors de son service auprès des malades, Martin priait beaucoup, passant de longues heures devant le Saint Sacrement, s'arrêtant pour de courtes et profondes oraisons devant toutes les images pieuses du monastère, consacrant une grande partie de ses heures de repos à la vénération de la Vierge, ne manquant jamais de sonner lui-même l'Angélus.
Il effectuait de longues pénitences, priant pour les âmes du Purgatoire, se faisant fouetter de verges par les autres moines en signe d'humilité. Il portait le Cilice et jeûnait souvent. Il allait jusqu'au bout de son vœu de pauvreté : à sa sœur qui voulait lui offrir un second habit afin qu'il puisse changer et laver le sien, il répondit : « Quand je lave mon habit, ma tunique me suffit pendant le temps où il sèche ; et quand je lave ma tunique, c'est mon habit que je porte. Ça serait vraiment du superflu que d'avoir deux habits à mon usage ».
Au bout de neuf ans, ses supérieurs lui demandèrent de faire Profession. Il prononça donc ses vœux solennels de pauvreté, chasteté, obéissance, tout en continuant à exercer ses modestes fonctions au sein du monastère, dans la plus parfaite obéissance. Un témoignage dira de lui que Martin « obéissait et révérait les prélats tant religieux que diocésains, ainsi que tous ceux qui étaient investis d'une dignité ecclésiastique ou civile, comme s'il vénérait en eux Dieu, Son Autorité et Sa Puissance déléguées » tandis qu'un de ses frères observera qu'il « accomplissait son vœu d'obéissance avec une volonté prompte, joyeuse, et virile ».

### Missionnaire des enfants
Frère Martin avait l'habitude, malgré ses multiples occupations, de réunir quelques jeunes ouvriers du monastère pour les instruire et leur parler de l'Évangile.
À l'extérieur du couvent, dans la ville de Lima beaucoup d'orphelins vagabondaient, sans famille et sans éducation. Martin travailla avec ardeur à la fondation de l'orphelinat de la Sainte Croix qui avait pour vocation de recueillir ces enfants et de les éduquer. Il prenait à cœur le choix des maîtres, et des autres employés afin que les études offertes soient fructueuses et que les enfants puissent ensuite s'établir dans la vie avec une solide formation chrétienne. Pour financer ses entreprises, Martin n'hésitait pas à solliciter les grands personnages de la ville, et ceux-ci étaient généreux tant sa foi et sa force étaient grandes.

### Frère Martin et les pauvres
Martin avait l'habitude, à la fin du repas, de passer de table en table pour récupérer tout ce qui avait pu être laissé et de sortir immédiatement le distribuer aux pauvres qui l'attendaient. Sa confiance en la Providence était telle qu'il avait coutume de dire : « Puisse Dieu, en son infinie miséricorde, multiplier cette nourriture », et les pauvres ne manquaient jamais d'être tous servis.

### Frère Martin et les novices
Il n'était pas chargé de leur formation, mais ne manquait jamais d'aller les voir, de les affermir dans leur foi, de répondre à leurs interrogations, de témoigner par sa vie de la joie profonde qui leur était promise par le choix qu'ils allaient faire. Ses longues heures de méditation lui avaient donné une grande science de Dieu et des choses divines ; à l'instar de saint Bonaventure, il avait longuement médité sur les écrits de Thomas d'Aquin, malgré le peu de temps qui lui restait pour lire et étudier ce qui faisait dire à ses frères que toute cette connaissance ne pouvait venir que de Dieu directement.

### Fin de vie
Se rendant à Lima, Monseigneur Felician da Vega, archevêque de Mexico, fut atteint d'une pneumonie pendant le voyage. Connaissant Martin, il demanda à être soigné par lui. Guéri de son mal, il souhaita s'attacher Martin. Le Provincial des Dominicains donna son accord.
Le départ n'était prévu que plusieurs mois plus tard. Or, à l'automne 1639, frère Martin fut atteint d'une forte fièvre. Il annonça alors à ses frères que ce serait là sa dernière maladie. Il s'éteignit le 3 novembre dans la sérénité. L'archevêque de Mexico dit alors à la communauté : « Mes Frères, apprenons du Frère Martin comment mourir. C'est la leçon la plus difficile et la plus importante ».

## Reliques et sanctuaire

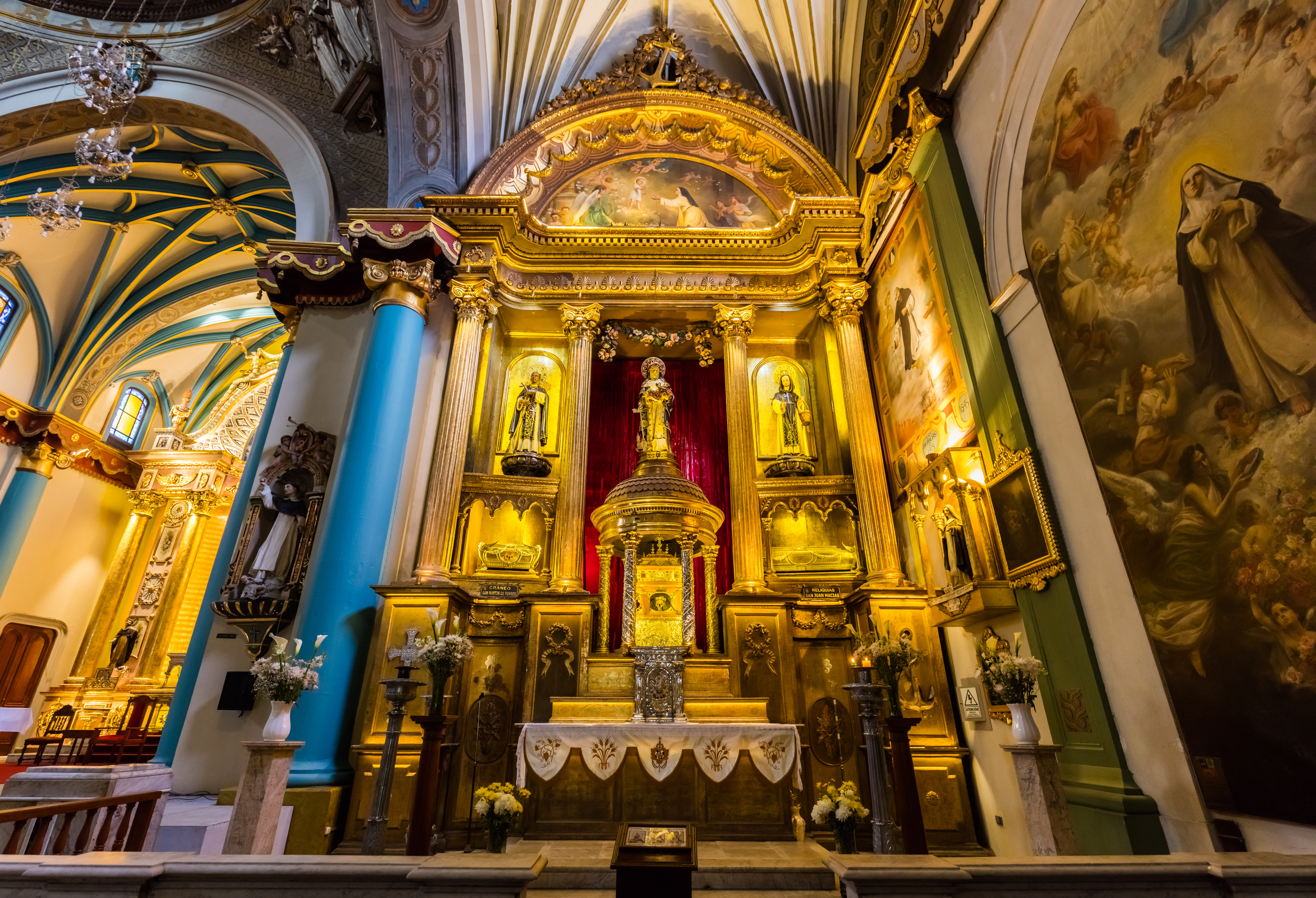
Autel de la basilique N.-D. du Très-Saint-Rosaire du monastère Saint-Dominique à Lima, avec les reliques des saints Martin de Porrès, Jean Macias et Rose de Lima.

Martin était proche de saint Jean Macias, un frère laïc dominicain, et de sainte Rose de Lima, également laïque dominicaine. À sa mort, le 3 novembre 1639, il avait gagné l'affection et le respect de bon nombre de ses compatriotes dominicains ainsi que d'une foule de personnes extérieures. La révélation et la diffusion de ses miracles l'avait fait connaître comme un saint dans toute la région. Alors que son corps était exposé pour permettre aux habitants de la ville de lui rendre hommage, bon nombre d'entre eux ont coupé un tout petit morceau de ses habits pour le garder comme relique. Son corps a ensuite été inhumé dans l'enceinte du monastère Saint-Dominique (es) qui est devenu un sanctuaire partagé avec ses deux amis dominicains.

## Les dons de Frère Martin
En plus des miracles qui lui ont été attribués de son vivant et après sa mort, Martin possédait plusieurs dons qui surprenaient les autres frères du monastère :

### La bilocation
Frère Martin désirait aller évangéliser la Chine et le Japon comme beaucoup de dominicains l'avaient fait. Il n'eut jamais l'occasion de réaliser ce vœu. Toutefois, des témoins ont rapporté avoir vu Martin dans ces deux pays, catéchisant des enfants.
De même qu'un chrétien, prisonnier des Turcs, après avoir été libéré, vint au monastère du Saint-Rosaire de Lima pour dire aux frères que Martin était venu le visiter dans sa prison à plusieurs reprises et qu'il lui avait apporté, à lui et à ses compagnons, réconfort et nourriture.
Ses biographes racontent aussi qu'une nuit, Martin alla assister un Indien qui se mourait à l'hôpital de Lima, et qui n'était pas baptisé. Il fit venir l'aumônier de l'hôpital qui baptisa le mourant, qui s'éteignit ainsi en paix. Frère Martin regagna ensuite le couvent alors que les portes étaient restées verrouillées.

### Martin et les animaux
Saint Martin de Porrès est souvent représenté en compagnie d'un chien, de souris ou d'autres animaux.
Il avait l'habitude de soigner et de guérir miraculeusement les chiens errants blessés ou malades, et aussi de donner à manger à tous les animaux du monastère, dans la même gamelle où dindes, souris et chats mangeaient ensemble sous son regard.
Il parlait aux animaux. Par exemple, il demanda aux souris qui souillaient les linges et grignotaient les réserves alimentaires d'aller s'installer dehors, dans le jardin, et indiqua qu'il pourvoirait à leur subsistance. Ses frères virent alors de nombreuses souris sortir de leurs trous et se rassembler dans le jardin où frère Martin leur apporta régulièrement à manger.

## Béatification - canonisation

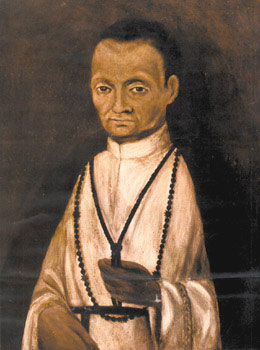
Martin Porrès (église Santa Rosa de las Monjas à Lima).

- Mort en 1639, Martin de Porrès a été béatifié le 29 octobre 1837 par le Pape Grégoire XVI.
- Il a été canonisé le 6 mai 1962 par le Pape Jean XXIII.
- Sa fête a été fixée au 3 novembre.

Le Pape Jean XXIII a déclaré dans son homélie de canonisation : 
« Saint Martin, toujours obéissant et inspiré par son divin Maître, a vécu parmi ses frères avec ce profond amour qui vient de la Foi pure et de l'humilité du cœur. Il aima les hommes parce qu'il les voyait comme des enfants de Dieu, et comme ses propres frères et sœurs. Telle fut son humilité qu'il les aima plus qu'il ne s'aimait lui-même, et qu'il les considérait comme étant meilleurs et plus vertueux que lui-même... Il excusait les fautes des autres. Il pardonna les insultes les plus amères, convaincu qu'il était qu'il méritait de plus sévères châtiments à cause de ses propres péchés. Il essaya de toutes ses forces de sauver les coupables ; il consola amoureusement les malades ; il fournit des remèdes, de la nourriture, des vêtements aux pauvres ; il aida tant qu'il fut possible les ouvriers agricoles et les Nègres, sans oublier les mulâtres, qui en ce temps étaient considérés ni plus ni moins que comme des esclaves... ».
Il est le Saint patron des barbiers et coiffeurs.

## Hommages

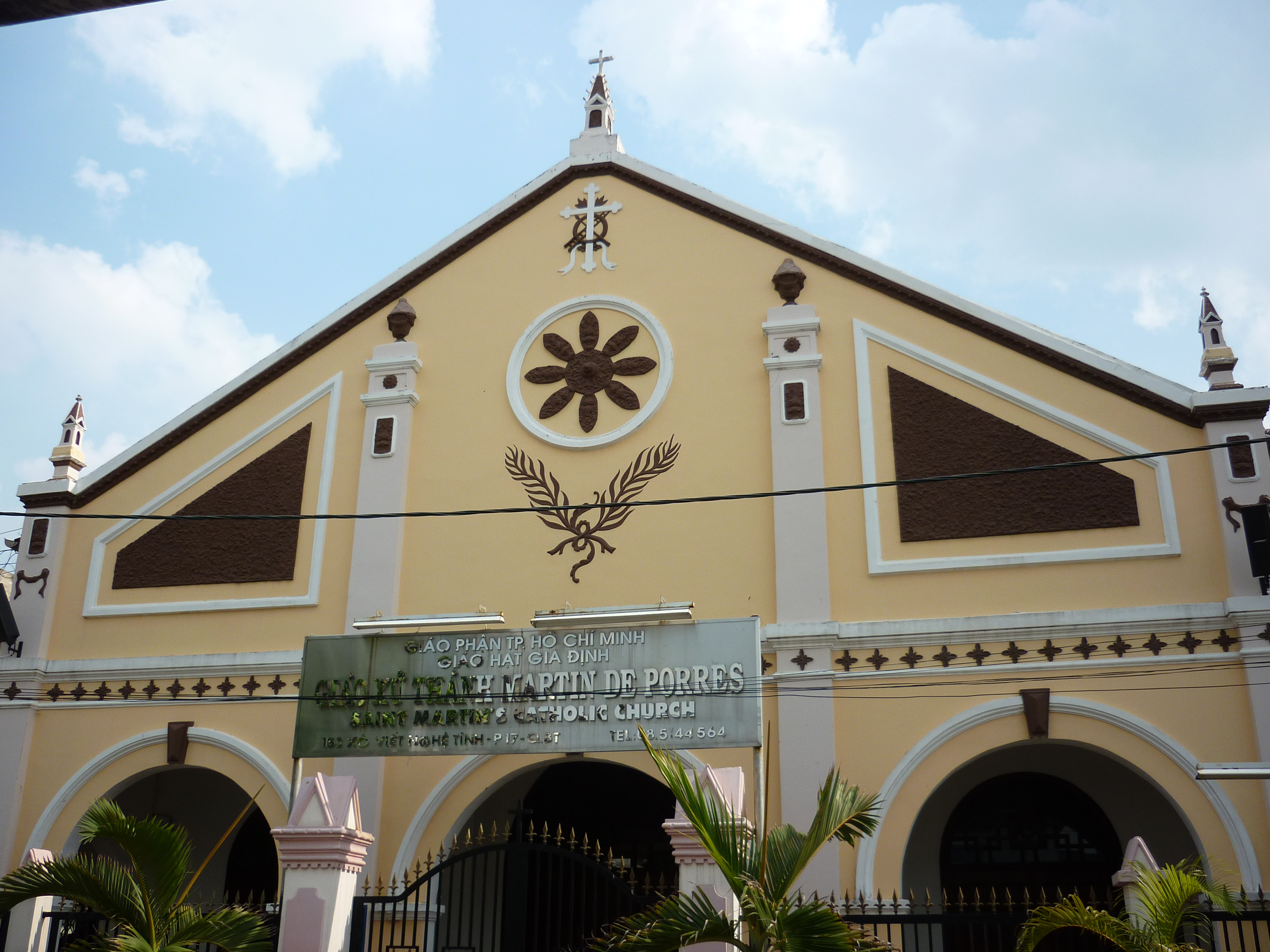
Façade de l'église Saint-Martin-de-Porrès de Saïgon.

- Un stade de football à Lima porte son nom ainsi que l'équipe qui y joue.
- Plusieurs écoles portent le nom du saint : 
  - St Martin de Porres Elementary School au Canada,
  - L'université privée de Lima,
  - Le collège saint Martin of Porres de Waukegan (Illinois).
- Paroisse Saint Martin de PORRES à Cayenne -GUYANE FRANCAISE
- La chorale Saint-Martin-de-Porrès au Sénégal au sein de la paroisse universitaire Saint-Dominique de Dakar.
- Une chapelle à Paris (France) porte son nom : chapelle Saint-Martin-de-Porrès (rue Jacques-Ibert, 17e).
- L'église Saint-Martin-de-Porrès à Saïgon.
- Le 30 juin 2002 la chapelle de la Retraite (Baie-Mahault) en Guadeloupe, est devenue l’église Saint Martin de Porrès.
- Un mausolée à son nom se trouve en République dominicaine dans la commune de Las Tablas près de la ville de Bani.
- Coro San Martín de Porres, à San Miguel de Tucumán (Argentine), fondé en 1997 par le contre -ténor Franco Fagioli.
- Un sanctuaire Saint-Martin-de-Porrès est depuis 2001 placé dans une chapelle de l’église Saint-Pierre de Memphis, dans l’État du Tennessee aux États-Unis[2]. Il a initialement été fondé dans la ville de Columbia dans l’État de Caroline du Sud en 1936[3], avant d’être déplacé en 1996 à La Nouvelle-Orléans dans l’État de Louisiane, au quartier général de la province dominicaine Saint-Martin-de-Porres[3]. La Conférence des évêques catholiques des États-Unis l’a désigné sanctuaire national en 2015[2],[3].

### Sources
- Article de juin 2006 de Roger Zielke (Société Saint-Pie-X - Canada)